# Indonezyjskie Przebudzenie Narodowe
Indonezyjskie przebudzenie narodowe (indonez. Kebangkitan Nasional Indonesia) – termin określający okres pierwszej połowy XX wieku, w którym ludzie z wielu części archipelagu Indonezji zaczęli rozwijać świadomość narodową jako „Indonezyjczycy”. W pogoni za zyskami i kontrolą administracyjną Holendrzy narzucili władzę Holenderskich Indii Wschodnich szeregowi narodów, które wcześniej nie miały wspólnej tożsamości politycznej. Na początku XX wieku Holendrzy utworzyli granice terytorialne państwa kolonialnego, które stało się prekursorem współczesnej Indonezji.
W pierwszej połowie XX wieku rozwinęły się nowe organizacje i przywództwo. W ramach swojej polityki etycznej Holandia pomogła stworzyć wykształconą indonezyjską elitę. Te głębokie zmiany w rdzennej ludności Indonezji są często określane jako „indonezyjskie przebudzenie narodowe”. Towarzyszył im wzmożony aktywizm polityczny, którego kulminacją było ogłoszenie niepodległości przez indonezyjskich nacjonalistów 17 sierpnia 1945 r.